# Homeromantie
Als Homeromantie könnte man analog zum Bibelstechen eine Technik bezeichnen, bei der ein Orakelsuchender einen homerischen Text an beliebiger Stelle aufschlägt und anschließend versucht, den gefundenen Vers in Hinblick auf seine Frage zu interpretieren.
Von einer solchen Wahrsagetechnik ist allerdings nichts überliefert. Überliefert ist dagegen eine andere Technik, bei der nach dreimaligem Würfeln ein homerischer Vers als Orakelspruch aus einer als Homeromanteion oder auch Scimitar bezeichneten Liste mit 216 Versen (entsprechend den 216 möglichen Kombinationen von Augen aus 3 Würfen) bestimmt wurde. Auswahl und Anordnung der Verse scheint keiner erkennbaren Systematik zu folgen.
Beispiel: "1,1,1" ergab Ilias 24,369: Abzuwehren den Mann, wenn einer zuerst euch belästigt.
Erhalten ist die Liste in einem Papyrus des British Museum und (unvollständig) in einem Oxyrhynchos-Papyrus. In diesem wird auch eine genaue Vorschrift für das Befragen des Orakels angegeben betreffend die Tage und Tageszeiten, an denen das Orakel befragt werden kann und die Anrufung Apolls, des Gottes der Prophezeiung, mit den Homerversen:
Herrscher, vernimm; ob vielleicht du in Lykias fruchtbarem Lande
Bist, vielleicht auch in Troja: Du kannst aus jeglichem Ort ja
Hören den leidenden Mann, wie anjetzt mich Leiden umdränget!